# Grand Prix Demy-Cars
Le Grand Prix Demy-Cars est une course cycliste d'un jour disputée au mois de juin à Pétange au Luxembourg entre 2001 et 2007.
En 2006, la course faisait partie de l'UCI Europe Tour en catégorie 1,2.

## Palmarès
| Année | Vainqueur         | Deuxième              | Troisième         |
| ----- | ----------------- | --------------------- | ----------------- |
| 2001  | Vincenzo Centrone | Krzysztof Mermer      | Pascal Triebel    |
| 2002  | Mathieu Sprick    | Roman Burkard         | Olegs Melehs      |
| 2003  | Maint Berkenbosch | Kurt Van Goidsenhoven | Vincenzo Centrone |
| 2004  | Renaud Boxus      | Matti Breschel        | Fredrik Johansson |
| 2005  | Maint Berkenbosch | Arjen De Baat         | Michael Tronborg  |
| 2006  | Fredrik Johansson | Dan Craven            | René Jørgensen    |
| 2007  | Søren Nissen      | Lionel Syne           | Kasper Eibye      |